# Henlopen Acres
Henlopen Acres è un comune degli Stati Uniti, situata nella Contea di Sussex, nello Stato del Delaware. Secondo il censimento del 2000 la popolazione era di 139 abitanti. Appartiene all'area micropolitana di Seaford.

## Geografia fisica
Secondo i rilevamenti dello United States Census Bureau, il comune di Henlopen Acres si estende su una superficie totale di 0,7 km², tutti quanti occupati da terre.

## Popolazione
Secondo il censimento del 2000, a Henlopen Acres vivevano 139 persone, ed erano presenti 42 gruppi familiari. La densità di popolazione era di 210 ab./km². Nel territorio comunale si trovavano 198 unità edificate. Per quanto riguarda la composizione etnica degli abitanti, il 96,40% era bianco, il 2,88% era afroamericano e il 0,72% proveniva dalle isole del Pacifico.
Per quanto riguarda la suddivisione della popolazione in fasce d'età, il 11,5% era al di sotto dei 18, il 2,2% fra i 18 e i 24, il 10,8% fra i 25 e i 44, il 32,4% fra i 45 e i 64, mentre infine il 43,2% era al di sopra dei 65 anni di età. L'età media della popolazione era di 65 anni. Per ogni 100 donne residenti vivevano 82,9 maschi.
Greenville e Henlopen Acres sono i due luoghi più ricchi dell'intero Delaware, con un guadagno procapite annuale di circa 80.000 $.